# Кров Фу Манчу
«Кров Фу Манчу» (англ. The Blood of Fu Manchu) — британський пригодницький фільм 1968 року.

## Сюжет
Доктор Фу Манчу відкриває смертельну зміїну отруту, яку вводить десятьом прекрасним жінкам. Ті під час поцілунку отруюють десятьох ворогів Фу Манчу. Вони стають сліпими й повинні померти протягом трьох днів. Після того, як Нейланд Сміт також виявляється отруєним, його друзі повинні пробратися у фортецю Фу Манчу і знайти протиотруту.

## У ролях
| Актор                  | Роль          |
| ---------------------- | ------------- |
| Крістофер Лі           | Фу Манчу      |
| Річард Грін            | Нейланд Сміт  |
| Говард Меріон-Кроуфорд | доктор Петрі  |
| Гоц Джордж             | Карл Янсен    |
| Марія Ром              | Урсула Вагнер |
| Рікардо Паласіос       | Санчо Лопес   |
| Лоні фон Фрідл         | Селесте       |
| Френсіс Хан            | Кармен        |
| Тсаі Чин               | Лін Тан       |
| Ізаура Де Олівейра     | Йума          |
| Ширлі Ітон             | Чорна вдова   |